# Toril Brekke
Toril Brekke (født 24. juni 1949) er en norsk forfatter, oversætter og litteraturkritiker. Brekke er uddannet typograf. Brekke er særligt kendt for sine historiske romaner.

## Tidlige og personlige liv
Brekke blev født i Oslo som datter af digteren Paal Brekke og maleren Bjørg Rasmussen. Hun var gift med Martin Indregard fra 1972 til 1982, og deres søn Kjetil Indregard er også forfatter. Hun var gift med professor Jon Bing fra 1988 til 1998. Hun har arbejdet på en brødfabrik, senere som typograf, journalist, lærer, og til sidst som forfatter på fuldtid siden 1982. Hun var medlem af Arbeidernes kommunistparti i starten af 1970'erne, men har senere givet afkald på kommunismen. Hun er uddannet typograf. Brekke har også sat musik til Rudolf Nilsens digt Revolusjonens røst.

## Litterære karriere
Brekke fik sin debut som forfatter i 1976 med romanen Jenny har fått sparken, som handler om kvindelige fabriksarbejdere og deres kamp mod arbejdsgiver. Den gylne tonen (1980) handler om kvinders situation i samfundet, mens Filmen om Chatilla (1983) handler om den libanesiske borgerkrig. Hendes roman Granitt (1994) er en familie-krønike, romanen Ibsens røde lykt (1996) handler om seksuelle overgreb, mens Sara (2001) og Brostein (2003) begge er historiske romaner.
Hun har udgivet flere novellesamlinger bl.a Jakarandablomsten (1985), Blindramme (1997) og Enkenes paradis (2000). Blandt hendes børne- og ungdomsbøger er Gutten i regnet (1978), Mannen som hatet fotball (1987) og Roser fra tribunene (2000). Hun har skrevet en bibliografi om hendes far, Paal Brekke. En kunstner. Et liv (2002).
Brekke modtog Mads Wiel Nygaards legat i 1999. Hun modtog Riksmålsforbundets litteraturpris i 2000. Hun var leder af Nordnorsk Forfatterlag fra 1979 til 1980, af Den Norske Forfatterforening fra 1987 til 1991 og af den norske afdeling af International PEN fra 1992 til 1997. Hun var bestyrelsesmedlem i Nationaltheatret fra 1990 til 1992. Fra 2001 til 2006 var hun juryformand for Riksmålsforbundets litteraturpris.

## Priser
- Aschehougs reisestipend (1996)
- Mads Wiel Nygaards legat (1999)
- Riksmålsforbundets litteraturpris 2000
- Amalie Skram-prisen 2004